# Al-Kurajdijja
Al-Kurajdijja (arab. الكريدية) – wieś w Syrii, w muhafazie Aleppo. W 2004 roku liczyła 1037 mieszkańców.